# Evaristus Thatho Bitsoane
Evaristus Thatho Bitsoane (Rojane, Basutoland, 17 de setembro de 1938 - Qacha's Nek, Lesoto, 17 de julho de 2010) foi o bispo católico romano de Qacha's Nek no Lesoto.
Evaristus Thatho Bitsoane foi ordenado sacerdote em 19 de dezembro de 1964.
O Papa João Paulo II nomeou-o bispo da diocese de Qacha's Nek em 1981. Foi ordenado bispo em 11 de outubro de 1981 pelo Arcebispo de Maseru, Alfonso Liguori Morapeli OMI; Os co-consagradores foram George Francis Daniel, Arcebispo de Pretória, e Paul Khoarai, Bispo de Leribe.
Foi Presidente da Conferência Episcopal do Lesoto (LCBC) de 1991 a 1997 e de 2002 até à sua morte.